# Boesenbergia loerzingii
Boesenbergia loerzingii är en enhjärtbladig växtart som först beskrevs av Theodoric Valeton, och fick sitt nu gällande namn av Kai Larsen, M.F.Newman, Lhuillier och A.D. Boesenbergia loerzingii ingår i släktet Boesenbergia och familjen Zingiberaceae.
Artens utbredningsområde är Sumatera. Inga underarter finns listade i Catalogue of Life.